# Kurtwood Smith
Pour les articles homonymes, voir Smith.
Kurtwood Smith est un acteur américain, né le 3 juillet 1943 à New Lisbon (Wisconsin).

## Biographie

### Carrière
Il est principalement connu pour ses rôles dans Le Cercle des poètes disparus, Staying Alive, That '70s Show ou encore RoboCop.
Il a aussi prêté sa voix à de nombreux personnages de séries télévisées d'animation.

## Filmographie

### Cinéma
- 1980 : Roadie : Un garde de la sécurité
- 1982 : Chicanos Story (Zoot Suit) : Le sergent Smith
- 1983 : Staying Alive de Sylvester Stallone : Le chorégraphe
- 1983 : Going Berserk : Clarence
- 1984 : Flashpoint : Carson
- 1987 : RoboCop de Paul Verhoeven : Clarence J. Boddicker
- 1987 : The Delos Adventure : Arthur McNeil
- 1988 : Rambo 3 : Robert Griggs
- 1988 : Two Idiots in Hollywood : Le procureur général
- 1989 : Coupable Ressemblance (True Believer) : Robert Reynard
- 1989 : Le Cercle des poètes disparus (Dead Poets Society) de Peter Weir : M. Perry
- 1989 : Les années copain (Heart of Dixie) : Le professeur Flournoy
- 1990 : Hold-up à New York (Quick Change) : Russ Crane / Lombino
- 1991 : L'embrouille est dans le sac (Oscar) de John Landis : Le lieutenant Toomey
- 1991 : Company Business : Elliot Jaffe
- 1991 : Star Trek 6 : Terre inconnue (Star Trek VI: The Undiscovered Country) : Le président de la Fédération
- 1992 : Ombres et Brouillard (Shadows and Fog) de Woody Allen : Le disciple de Vogel
- 1993 : Fortress : Le directeur de la prison Poe
- 1993 : Boxing Helena : Dr. Alan Harrison
- 1993 : Diabolique Séduction (The Crush) d'Alan Shapiro : Cliff Forrester
- 1993 : Drôles de fantômes (Heart and Souls) : Patterson (non crédité)
- 1994 : Mort annoncée (Dead on Sight) : Julian Thompson
- 1995 : Prête à tout (To Die For) de Gus Van Sant : Earl Stone
- 1995 : Piège à grande vitesse (Under Siege 2: Dark Territory) : Le général Stanley Cooper
- 1995 : Le Dernier Cheyenne (Last of the Dogmen) : Le shérif Deegan
- 1996 : Citizen Ruth : Norm Stoney
- 1996 : Broken Arrow de John Woo : Le secrétaire à la défense Baird
- 1996 : Le Droit de tuer ? (A Time to Kill) : Stump Sisson
- 1997 : Prefontaine : Curtis Cunningham
- 1998 : Shelter : Tom Cantrell
- 1998 : Deep Impact : Otis Hefter
- 1999 : Une vie volée (Girl, Interrupted) : Dr. Crumble
- 2011 : Bienvenue à Cedar Rapids (Cedar Rapids) : Orin Helgesson
- 2013 : Hitchcock : Geoffrey Shurlock
- 2017 : Amityville: The Awakening : Dr. Milton
- 2022 : Firestarter : Dr. Joseph Wanless

### Télévision

#### Séries télévisées
- 1980 : Soap : me gars dans la blanchisserie (saison 3 épisode 13)
- 1980 - 1981 : Lou Grant : Pompier / Deropp / Policier (saison 3 épisodes 14,23 / saison 4 épisode 9)
- 1983 : Renegades : le capitaine Scanlon
- 1984 : L'Agence tous risques : M. Carson (saison 2 épisode 15)
- 1984 : Riptide : l'agent Merl Wilson (saison 2 épisode 2)
- 1986 : Nord et Sud 2 (North and South) : le colonel Hram Berdan
- 1987 : 21 Jump Street : Spencer Phillips (saison 1 épisode 10 / saison 2 épisode 1)
- 1996 : X-Files : Aux frontières du réel : l'agent Bill Patterson (saison 3 épisode 14)
- 1996 : Star Trek: Deep Space Nine : Thrax (saison 5 épisode 8)
- 1997 : Star Trek: Voyager : Annorax (saison 4 épisodes 8,9)
- 1998 - 2006 : That '70s Show : Red Forman
- 1998 : Les Sept mercenaires (The Magnificent Seven) : Le colonel  confédére Emmett Riley Anderson
- 1999 : Troisième planète après le Soleil : Jacob (saison 4 épisode 11)
- 2004 : Malcolm (Malcolm in the Middle) : Le principal Block (saison 5 épisode 9)
- 2006 - 2009 : Médium (Medium) : L'agent Edward Cooper (saison 3 épisode 6 / saison 4 épisode 12 / saison 5 épisode 7)
- 2007 : Psych : Enquêteur malgré lui (Psych) : Brett Connors (saison 1 épisode 9)
- 2007 : Dr House (House) : Dr. Obyedkov (saison 3 épisode 15)
- 2008 - 2009 : Worst Week : Pour le meilleur… et pour le pire ! (Worst Week) : Dick Clayton
- 2009 : 24 Heures chrono (24) : Le sénateur Blaine Mayer (saison 7 épisodes 1, 2, 10, 11, 12, 13, 14 et 15)
- 2010 : Childrens Hospital : Ben Hayflick (saison 2 épisodes 7, 8)
- 2011 : Love Bites : Ed Strathmore (saison 1 épisode 2)
- 2011 : Chaos : H.J. Higgins
- 2012 : Wedding Band : Hank Henderson (saison 1 épisode 7)
- 2013 : Body of Proof : Earl Brown (saison 3 épisode 13)
- 2014 - 2015 : Resurrection : Henry Langston
- 2015 - 2017 : American Patriot : Leslie Claret
- 2015 : Rick et Morty : Général Nathan (voix, saison 2 épisode 5)
- 2016 : Agent Carter - 7 épisodes : Vernon Masters
- 2017 : The Ranch - 4 épisodes : Sam Peterson
- 2019 : Suits : Ted Tucker (saison 9, épisode 7)
- 2021 : Jupiter's Legacy - 3 épisodes : Miller
- 2023 : That '90s Show : Red Forman

#### Téléfilms
- 1981 : Les Feux de la passion (Murder in Texas) : Gus Kalb

### Jeux vidéo
- 2001 : Fallout Tactics (Fallout Tactics: Brotherhood of Steel) : Le général Dekker (voix)

## Voix francophones
En version française, Serge Blumental est la voix la plus régulière de Kurtwood Smith, le doublant entre 1998 et 2013 dans That '70s Show, Malcolm, Médium, Worst Week, Body of Proof et le retrouve en 2023 pour That '90s Show. Patrick Messe lui prête sa voix en parallèle, entre 1986 et 2007, dans Nord et Sud 2, Patriotes, Prête à tout, Psych et Dr House.
Durant les années 1980 et 1990, l'acteur est également doublé par Philippe Peythieu dans Star Trek 6 : Terre inconnue, Boxing Helena et The Crush, Daniel Gall dans L'Agence tous risques et Fortress ou encore Sady Rebbot dans RoboCop et Ombres et Brouillard. À titre exceptionnel, il est également doublé durant cette période par François Jaubert dans 21 Jump Street, Jean-Claude Robbe dans Rambo 3, Jacques Richard dans Le Cercle des poètes disparus, Yves Barsacq dans L'embrouille est dans le sac, Jacques Brunet dans Piège à grande vitesse, Dominique Paturel dans X-Files : Aux frontières du réel, Hervé Jolly dans Le Dernier Cheyenne, Bernard Tixier dans Broken Arrow, Michel Prud'homme dans Le Droit de tuer ?, Mario Santini dans Vietnam : Un adroit mensonge, Joseph Falcucci dans Deep Impact ou encore Hervé Bellon dans Une vie volée.
À partir de la fin des années 2000, Kurtwood Smith est doublé par Patrick Raynal dans 24 Heures chrono, Hitchcock et The Dropout, Hervé Bellon  le retrouve dans Agent Carter, José Luccioni le double dans The Ranch, tandis qu'Hervé Jolly le retrouve dans Firestarter.